# Óscar Rodríguez
Óscar Rodríguez Garaicoechea (Burlada, 6 mei 1995) is een Spaans wielrenner die anno 2024 rijdt voor INEOS Grenadiers.

## Carrière
In 2016 behaalde Rodríguez meerdere overwinningen in het Spaanse amateurcircuit. Aan het eind van dat jaar mocht hij stage lopen bij Euskadi Basque Country-Murias. Namens die ploeg nam hij deel aan de Ronde van Portugal. In 2017 werd hij onder meer tweede in het jongerenklassement van de Ronde van Cova da Beira. Omdat zijn ploeg in 2018 een stap hogerop deed werd Rodríguez dat jaar prof. In de Ronde van Spanje 2018 won hij verrassend de 13e etappe, een bergetappe met aankomst op La Camperona. In 2019 werd hij 22e in de Ronde van Spanje. Daarmee verdiende hij een contract bij Astana Pro Team.

## Overwinningen
2018
13e etappe Ronde van Spanje
2019
Bergklassement Route d'Occitanie

## Resultaten in voornaamste wedstrijden
| Jaar | Ronde van Italië | Ronde van Frankrijk | Ronde van Spanje |
| ---- | ---------------- | ------------------- | ---------------- |
| 2018 |                  |                     | 51e (1)          |
| 2019 |                  |                     | 22e              |
| 2020 | 45e              |                     |                  |
| 2021 |                  |                     | opgave           |
| 2022 |                  |                     |                  |
| 2023 | opgave           |                     |                  |
| 2024 |                  |                     | 24e              |
| 2025 |                  |                     |                  |

| Jaar | Ronde van Lombardije | Waalse Pijl | Clásica San Sebastián |
| ---- | -------------------- | ----------- | --------------------- |
| 2018 |                      |             |                       |
| 2019 |                      | opgave      | 37e                   |
| 2020 |                      |             |                       |
| 2021 |                      |             | 55e                   |
| 2022 |                      |             |                       |
| 2023 | 98e                  |             |                       |
| 2024 |                      |             | 28e                   |
| 2025 |                      |             | 76e                   |

#### Resultaten in kleinere rondes
| Jaar | Ronde van de VAE |
| ---- | ---------------- |
| 2024 | 31e              |

## Ploegen
- 2016 –  Euskadi Basque Country-Murias (stagiair vanaf 27 juli)
- 2017 –  Euskadi Basque Country-Murias
- 2018 –  Euskadi Basque Country-Murias
- 2019 –  Euskadi Basque Country-Murias
- 2020 –  Astana Pro Team
- 2021 –  Astana-Premier Tech
- 2022 –  Movistar Team
- 2023 –  Movistar Team
- 2024 –  INEOS Grenadiers
- 2025 –  INEOS Grenadiers

Aranburu · Bagües · Barrenetxea · Bizkarra · Bravo · Estévez · Ad. González · Ai. González · Insausti · Iturria · Lizarralde · Olaberria · Txoperena · Udondo · Irizar (stagiair) · Rodríguez (stagiair)
Bagües · Barrenetxea · Bizkarra · Bravo · Estévez · Ad. González · Ai. González · Irizar · Iturria · Lizarralde · Olaberria · Rodríguez · Txoperena · Udondo · Barthe (stagiair) · Juaristi (stagiair)
Aberasturi · Aristi · Bagües · Barceló · Barrenetxea · Barthe · Bizkarra · Bravo · González · Irizar · Iturria · Loubet · Prades · Ó. Rodríguez · S. Rodríguez · Sáez · Samitier · Sanz · Txoperena · Udondo
Aristi · Bagües · Barceló · Barrenetxea · Barthe · Berrade · Bizkarra · Bravo · González · Intxausti · Irizar · Iturria · López-Cózar · Ó. Rodríguez · S. Rodríguez · Sáez · Samitier · Sanz · Udondo · Viejo
Aranburu · Bïjigitov · Boaro · Bohórquez · Contreras · De Vreese · Felline · Fominykh · Fraile · Fuglsang · Gïdïç · Gregaard · Groezdev · Houle · G. Izagirre · J. Izagirre · Kudus · Loetsenko · López · Martinelli · Natarov · Pronskïÿ · Rodríguez · Sánchez · Stalnov · Tejada · Vlasov · Zacharov
Aranburu · Battistella · Boaro · Broesenski · Contreras · de Bod · Fjodorov · Felline · Fraile · Fuglsang · Gïdïç · Gregaard · Groezdev · Houle · G. Izagirre · J. Izagirre · Kudus · Loetsenko · Martinelli · Natarov · Perry · Piccolo tot 31 mei · Pronskïÿ · Rodríguez · Romo · Sánchez · Sobrero · Stalnov · Tejada · Vlasov · Zacharov
Aranburu · Arcas · Barta · Elosegui · Erviti · García · González · Hollmann · Izagirre · Jacobs · Jorgenson · Kanter · Lazkano · E. Mas · L. Mas · Mühlberger · Norsgaard · Oliveira · Pedrero · Rangel Costa · Rodríguez · Rojas · Rubio · Samitier · Serrano · Sosa · Torres · Valverde · Verona
Aranburu · Arcas · Barta · Erviti · García · Gaviria · González · Guerreiro · Hollmann · Izagirre · Jacobs · Jorgenson · Kanter · Lazkano · E. Mas · L. Mas · Mühlberger · Norsgaard · Oliveira · Pedrero · Rangel Costa · Rodríguez · Rojas · Romeo · Rubio · Samitier · Serrano · Sosa · Torres · Verona